# 僕がサダメ 君には翼を。
『僕がサダメ 君には翼を。』（ぼくがサダメ きみにはつばさを）は、暁WORKSから2007年10月26日に発売された18禁恋愛アドベンチャーゲームである。

## 概要
AKABEiSOFT2内の新ブランド・暁WORKSのデビュー作。「聖遺物」を狙う3組織の抗争と、その中で悩み成長する主人公を描く伝奇物語である。
ゲームジャンルとして「疾走系伝奇アドベンチャー」を謳い、ストーリーのテンポ・演出・BGMなどの全ての面で「スピード感」を意識して制作された。主人公が3組織の各ヒロインの“正義”に触れ、どんな選択をするかでストーリーが分岐する構成となっている。

## ストーリー
（出典：）
聖遺物開発援助株式会社（RDA）へ入社した風間刀也は、過去の聖人が残し、奇跡を起こす力を持つ「聖遺物」を回収する「回収特殊任務班」へ配属された。父の遺志を継ぎ、仇を討つためにRDAへ入社した刀也だったが、RDAや敵対する組織のヒロインたちと出会い、戦っていく中で、“正義”や“運命”に葛藤し、巧妙に隠されていた“真実”を知っていく。

## キャラクター
（出典：）
この作品は、聖遺物を狙う3組織の抗争を軸に物語が展開する。以下、組織別に登場人物を記述する。

### 聖遺物開発援助株式会社（RDA）
聖遺物から古代文明の技術を抽出することに成功した暁財団が運営する巨大企業。英語名は「Reliquiae Development Assistance Inc.」で、略称「RDA」。聖遺物の古代技術を現代の科学に活かすべきと考え、多くの特許を取得して製品を開発している。聖遺物は基本的に発掘やオークションなどで入手しているが、それ以外の危険が伴う入手作業を回収特殊任務班が担当する。
風間 刀也（かざま とうや）
本作品の主人公。回収特殊任務班に配属された新人で、父譲りの日本刀「伍心兼元」を振るうアタッカー。昼間はRDA傘下の学園へ通い、放課後にRDAの仕事をこなす。明るく気さくな性格で、戦う熱意も持つが、いろいろ悩むことも多い多感な年頃。RDAに代々忠誠を尽くしてきた剣術の名門・風間家に生まれ、教会との戦いで命を落とした父親の遺志を継いでRDAへ入社した。教会を父の仇と憎んでいる。
那須 真紅（なす しずく）
声：風音
ヒロイン。刀也の先輩であり相棒。二丁拳銃「セルシウス」「レーヴィット」を得物に相当な戦闘力を備える、別名「紅の牡丹」。緋色の着物をまとう和風美人で、金持ちの家のお嬢様だが、いつも強気で喧嘩っ早く口が悪い。刀也に対しては毒舌ばかりで、リーダーのダノワにも恐れられている。唯一、親友の優華には弱い。
白川 優華（しらかわ ゆうが）
声：風華
ヒロイン。製品開発部に所属し、室長の総一の秘書を務める。外見は細身のスーツに眼鏡のキャリアウーマンだが、中身はおっとりのんびりしていて、時折爆弾発言をする。包容力があり、親友の真紅のこともふんわり受け止めている。
草薙 総一（くさなぎ そういち）
声：中澤アユム
刀也の上司。回収特殊任務班の指揮官で、製品開発部室長。スーツを着こなすダンディな男。刀也の父とは昔の相棒で、息子の刀也のことを何かと気にかけている。
ハカセ
声：前中礼二
製品開発部・聖遺物研究班の主任。聖遺物に秘められた技術を抽出する超天才。いつも研究室に引きこもっているが、実は美少女ゲームが趣味で三次元には全く興味が無いらしい。
ヴァレリオ・ル・ダノワ
声：河村眞人
刀也が所属するダノワ班のチームリーダー。金髪碧眼のイケメン。フランスの貴族・ダノワ家に生まれ、一族に伝わる名剣「コルタナ」を継承する。任務には真面目だが女好きで、優華に盛んに言い寄るも全く相手にされていない。

### 聖遺物保護教会
キリスト教の多くの分派によって構成される組織で、500年以上の歴史を持つ。「人間の手に余る大きな力を持つ聖遺物は、人間が使うべきではない」と聖遺物を神聖視し、回収して保護してきた。聖遺物の技術を活用しようとするRDAとは敵対関係にある。一部のメンバーは聖書の力を用いた「法」（奇跡、技）を使う。
ソフィティリア・アーク・フロックハート
声：真琴ひろ
ヒロイン。略称はソフィ。神に生涯を捧げる少女で、教会の象徴的存在である“聖女”。手に持つ聖書を通じて、神が定めた世界の全ての運命が記されているという「聖なる書」に触れることができ、その運命を導くのが役目。純真で慈愛にあふれ、様々な奇跡を起こす力を持つ。刀也のことを「運命のカギ」と言い、「刀也お兄様」と呼ぶ。
玄坂 水澄乃（くろさか みずの）
声：芹園みや
ヒロイン。隠れキリシタンだった忍びの家系・玄坂家の末裔である“くの一”。教会に忠誠を誓い、教会一の高い戦闘力でソフィを護衛する、通称「ラファエルの盾」。戦いの最中でも無表情で淡々としゃべるが、男嫌いで「オトコはケダモノ」と言い放ち、逆にソフィには過保護。
マルコ / ピエール / カトリーヌ
声：後野祭
教会に属する司祭である3つ子の兄弟。変態っぽい風貌と言動だが、戦闘力は侮れない。
ルード・ラーサー
声：ほうでん亭ノドガシラ
魔剣「ラルヴォニグル」の使い手。一応教会に属する立場だが、唯我独尊で単独行動を取り、強大な力で殺戮の限りを尽くすため、教会からも持て余されている。なぜか刀也に強い憎しみを燃やす。

### 賢者の末裔
中世ヨーロッパでの魔女狩りを生き延びた魔女たちが結成した秘密結社。ジャンヌ・ダルクが創設したと言われ、その代表は「大魔女ジャンヌ」を襲名する。しかし現在はジャンヌ・デュマ1人しかおらず、魔法の力も失われて、薬やまじないなどの技だけが残っている。
ジャンヌ・デュマ
声：風華
ヒロイン。「賢者の末裔」の唯一の生き残りである魔女。誇り高き魔女として伝統のボンデージ衣装をまとい、魔鎌「アムネジア」を操る。RDAと教会の抗争に乗じて、始祖のジャンヌ・ダルクの持ち物だった聖遺物を取り戻そうと狙っている。
山田（やまだ）
声：伊藤涼
歴代の大魔女ジャンヌに仕えてきた使い魔。見た目はネコそっくり。性格はドMで、ドSのジャンヌに蹴られたり踏まれたりする度に喜んでいる。

## スタッフ
（出典：）
- キャラクターデザイン・原画：refeia
- シナリオ：みかづき紅月
- 音楽：Barbarian On The Groove
- 背景：姫心重機
- ムービー：神月社
- 企画・プロデュース：春山学
- 製作・著作：暁WORKS

## 主題歌
オープニングテーマ「真実の翼―サダメのツバサ」
歌：Barbarian On The Groove feat. カヒーナ / 作詞：wight / 作曲・編曲 : bassy
挿入歌「響きあう夜を抜けて」
歌：Barbarian On The Groove feat. 真理絵 / 作詞・作曲・編曲 : wight
エンディングテーマ「君と二人で…」
歌：Barbarian On The Groove feat. 茶太 / 作詞・作曲・編曲：mo2
- 作品公式サイトの「Sound」ページにて、主題歌3曲の歌詞・スタッフコメント・MP3ファイルが公開されている[8]。
- 初回特典のオリジナルサウンドトラックCDに、主題歌3曲のフルバージョンと全BGMが収録されている[9]。